# Susanna Scheibl
Susanna Scheibl (* als Susanna Sträussenberger am 10. April 1842 in Frankenburg am Hausruck, Kaisertum Österreich; † 18. Dezember 1920 in Ried im Innkreis, Österreich) war eine österreichische Schriftstellerin, die vor allem in der Mundartdichtung beheimatet war.

## Leben
Susanna Scheibl wurde am 10. April 1842 als Tochter des akademischen Malers Franz Sträussenberger in der Gemeinde Frankenburg am Hausruck, wohin ihre Eltern zwei Jahre zuvor übersiedelt waren, im damaligen Kaisertum Österreich geboren. In bescheidenen Verhältnissen lebte sie als Frau eines Goldarbeiters in Braunau am Inn. Sie verfasste vor allem Gedichte in frischer und mitunter ironischer Ausdrucksweise, Gedichte in der Innviertler Mundart, Gelegenheitsgedichte, seelische Stimmungs- und Charakterbilder, sowie Schilderungen von Alltagserlebnissen mit didaktischem Kern. Zu ihren bekanntesten Werken zählen unter anderem I’viertla Brocka. Gesammelte Gedichte in Innviertler Mundart, eine Gedichtesammlung, die 1912 über den Verlag der 1776 gegründeten Buchhandlung Pirngruber in Linz erschien, oder Allahand Lustigs und Ernsthafts. Gedichte in Innviertler Mundart, ein 126-seitiges Werk aus dem Jahre 1918, das beim Verlag von Josef Stampfl in Braunau am Inn veröffentlicht wurde. Am 18. Dezember 1920 verstarb Scheibl 78-jährig in Ried im Innkreis.

## Werke (Auswahl)
- I’viertla Brocka. Gesammelte Gedichte in Innviertler Mundart, 1912
- Allahand Lustigs und Ernsthafts. Gedichte in Innviertler Mundart, 1918